# Емпайър 2014
19-ите награди „Емпайър“ (на английски: 19th Empire Awards) се провеждат на 30 март 2014 г. в Лондон. Водещ на церемонията е северноирландският актьор Джеймс Несбит. Наградата е връчена в две нови категории – „актьор в поддържаща роля“ и „актриса в поддържаща роля“. Това е шестата година, през която Джеймсън е спонсор на събитието и официалното име на наградите е Jameson Empire Awards.

## Множество номинации
| Заглавие на български           | Оригинално заглавие                 | Номинации | Награди |
| ------------------------------- | ----------------------------------- | --------- | ------- |
| Хобит: Пущинакът на Смог        | The Hobbit: The Desolation of Smaug | 7         | 2       |
| 12 години в робство             | 12 Years a Slave                    | 6         | 1       |
| Капитан Филипс                  | Captain Phillips                    | 5         | —       |
| Игрите на глада: Възпламеняване | The Hunger Games: Catching Fire     | 5         | 1       |
| Гравитация                      | Gravity                             | 4         | 2       |
|                                 | Sunshine on Leith                   | 4         | —       |
| Краят на света                  | The World's End                     | 3         | 1       |
|                                 | Alan Partridge: Alpha Papa          | 2         | 1       |
| Американска схема               | American Hustle                     | 2         | —       |
| Син жасмин                      | Blue Jasmine                        | 2         | 1       |
|                                 | Filth                               | 2         | 1       |
| С пълна газ                     | Rush                                | 2         | —       |
| Вълкът от Уолстрийт             | The Wolf of Wall Street             | 2         | 1       |

## Награди и номинации по категория
| Филм | Британски филм |
| --- | --- |
| - Гравитация - 12 години в робство - Капитан Филипс - Хобит: Пущинакът на Смог - Игрите на глада: Възпламеняване                                                                                         | - Краят на света - Alan Partridge: Alpha Papa - Filth - С пълна газ - Sunshine on Leith |
| Режисьор | |
| - Алфонсо Куарон – Гравитация - Едгар Райт – Краят на света - Пол Грийнграс – Капитан Филипс - Питър Джаксън – Хобит: Пущинакът на Смог - Стив Маккуин – 12 години в робство                             | |
| Актьор | Актриса |
| - Джеймс Макавой – Filth - Чуетел Еджиофор – 12 години в робство - Леонардо ди Каприо – Вълкът от Уолстрийт - Мартин Фрийман – Хобит: Пущинакът на Смог - Том Ханкс – Капитан Филипс                     | - Ема Томпсън – Спасяването на мистър Банкс - Ейми Адамс – Американска схема - Кейт Бланшет – Син жасмин - Дженифър Лорънс – Игрите на глада: Възпламеняване - Сандра Бълок – Гравитация                                           |
| Актьор в поддържаща роля | Актриса в поддържаща роля |
| - Майкъл Фасбендър – 12 години в робство - Даниел Брюл – С пълна газ - Ричард Армитидж – Хобит: Пущинакът на Смог - Сам Клафлин – Игрите на глада: Възпламеняване - Том Хидълстън – Тор: Светът на мрака | - Сали Хокинс – Син жасмин - Еванджелин Лили – Хобит: Пущинакът на Смог - Дженифър Лорънс – Американска схема - Люпита Нионго – 12 години в робство - Миа Вашиковска – Изгубена невинност                                          |
| Мъжки дебют | Женски дебют |
| - Ейдън Търнър – Хобит: Пущинакът на Смог - Бахад Абди – Капитан Филипс - Джордж Маккей – Sunshine on Leith - Оскар Айзък – Истинският Люин Дейвис - Тай Шеридан – Мъд - Уил Полтър – Семейство Милър    | - Марго Роби – Вълкът от Уолстрийт - Адел Ексарчополус – Синият е най-топлият цвят - Антония Томас – Sunshine on Leith - Елизабет Дебики – Великият Гетсби - Фрея Мейвор – Sunshine on Leith - Люпита Нионго – 12 години в робство |
| Комедия | Ужаси |
| - Alan Partridge: Alpha Papa - Anchorman 2: The Legend Continues - Краят на света - Така е на 40 - Това е краят                                                                                          | - Заклинанието - A Field in England - Evil Dead - Z-та световна война - You're Next |
| Научнофантастичен филм или фентъзи | Трилър |
| - Хобит: Пущинакът на Смог - Гравитация - Огненият пръстен - Пропадане в мрака - Игрите на глада: Възпламеняване                                                                                         | - Игрите на глада: Възпламеняване - Капитан Филипс - Зрителна измама - Затворници - Транс |